# Sundhedskonsekvensvurdering
Sundhedskonsekvensvurdering er en betegnelse for metoder til systematisk vurdering af forventede konsekvenser for sundhed for berørte personer på baggrund af faktuel viden ved en plan eller et projekt. Sundhedskonsekvensvurdering involverer en vurdering af både positive og negative effekter med udgangspunkt i bestemmende faktorer for sundhed på tværs af fagområder, såsom fysiske omgivelser, miljø, sociale forhold og ulighed i sundhed. Vurderingen kan også indeholde forslag til at afbøde negative konsekvenser og forstærke positive konsekvenser.
WHO har gennem netværket Healthy Cities sat fokus på sundhedskonsekvensvurdering eller Health Impact Assessment som redskab i indsatsen for at fremme sundhed for alle og for at modvirke ulighed i sundhed.